# Javier Chirri
Javier Ruiz de Lazcano Labordeta (Zaragoza, 18 de junio de 1945-ibídem, 7 de octubre de 2017), más conocido como Chirri, fue un futbolista zaragozano que jugaba en la demarcación de centrocampista. Heredó su apelativo de Chirri de su padre, futbolista del Atlético Zaragoza en la década de los años 1940, que a su vez lo había recibido de su tío Alberto, extremo izquierdo del Iberia. Este, bilbaíno de nacimiento, lo tomó del Chirri original, Marcelino Aguirrezabala, extremo izquierda del Athletic Club.

## Biografía
Empezó a jugar con el equipo juvenil del Real Zaragoza en 1964, hasta que en el mismo año se fue al CD Teruel, donde jugó por un año. Tras un breve paso por la UD Barbastro y tres temporadas por el Deportivo Aragón, finalmente en 1969 recaló de nuevo en el Real Zaragoza. Jugó en el club aragonés durante dos temporadas, disputando cinco partidos en su primer año, y siete en su segunda temporada, coincidiendo con el descenso del club a la Segunda División de España. Al finalizar la temporada se marchó traspasado al Granada CF. Jugó en el club granadino hasta 1976, haciendo cinco goles en 92 partidos disputados, además de cuatro ediciones de la Copa del Rey. De nuevo, tras un descenso del club, esta vez se marchó a la SD Huesca, donde se retiró como futbolista. Tras colgar las botas, empezó su andadura en los banquillos como entrenador, siéndolo del filial del Zaragoza, UD Fraga en categorías regionales, y del CD Binéfar en Segunda División B. En 1990 volvió a la disciplina del Real Zaragoza para ser coordinador de la cantera en la Ciudad Deportiva durante quince años, siendo despedido por Agapito Iglesias en 2009.
Falleció el 7 de octubre de 2017 en Zaragoza a los 72 años de edad tras sufrir un cáncer.

## Clubes

### Como futbolista
| Club             | País   | Año       | Partidos | Goles |
| ---------------- | ------ | --------- | -------- | ----- |
| CD Teruel        | España | 1964-1965 |          |       |
| UD Barbastro     | España | 1965-1966 |          |       |
| Deportivo Aragón | España | 1966-1969 |          | 36    |
| Real Zaragoza    | España | 1969-1971 | 12       | 0     |
| Granada CF       | España | 1971-1976 | 92       | 5     |
| SD Huesca        | España | 1976-1979 | 63       | 12    |

### Como entrenador
| Club       | País   | Año       |
| ---------- | ------ | --------- |
| UD Fraga   | España | 1980-1981 |
| CD Binéfar | España | 1982-1983 |